# Ligia pallida
Ligia pallida is een pissebed uit de familie Ligiidae. De wetenschappelijke naam van de soort is voor het eerst geldig gepubliceerd in 1938 door Jackson.